# Lucasioides pedimaculatus
Lucasioides pedimaculatus là một loài chân đều trong họ Trachelipodidae. Loài này được Kwon & Taiti miêu tả khoa học năm 1993.